# Col de la Charousse
Le col de la Charousse est un col routier situé dans le Massif central en France, en limite des départements de l'Ardèche et de la Haute-Loire, à une altitude de 1 241 mètres.

## Géographie
En forêt de Taillard, le col constitue un quadripoint entre les communes ardéchoises de Vanosc et du Monestier et les communes de Haute-Loire de Saint-Julien-Molhesabate et de Riotord. La RD 570a y aboutit sur le versant oriental ardéchois et de même pour la RD 184, laquelle se termine au col par le nord après un parcours en Haute-Loire.

## Activités

### Randonnée
Le sentier de grande randonnée 7 suivant la ligne de partage des eaux entre Atlantique et Méditerranée y passe dans une orientation globale nord-sud.